# Маккрэкен, Берт
Роберт Эдвард Маккрэкен (англ. Robert Edward McCracken, более известен как Берт Маккрэкен; род. 25 февраля 1982) — вокалист американской рок-группы «The Used».

## Биография
Берт Маккрэкен родился в Прово, однако вырос в городе Орем, штат Юта, США и воспитывался в семье мормонов. У Берта 3 сестры — Кэти, Мелани и Рейчел и младший брат — Джозеф Тейлор. В детстве он много читал, благодаря влиянию своей матери, которая была школьной учительницей.  Прежде чем ему исполнилось 16, Берт недолгое время посещал Timpanogos High School. До 15 лет был членом общества стрэйт-эйдж. До участия в The Used он с 12 лет играл на трубе в местной группе под названием «I’m With Stupid».
Берт был старшим ребенком в семье сын, и рос в счастливой семейной обстановке, но когда он подрос, его собственные точки зрения начали расходиться с родительскими. Он восстал против своих родителей и против их мормонской веры, посещая другие церкви. Тинейджер Берт был ярым противником наркотиков и стал редактором журнала для стрэйт-эйджеров — «Drugs Suck my Dick». После участия Берта в драке с товарищами стрэйт-эйджерами, дрейфующая по разным направлениям жизнь 15-летнего поощрила его на эксперименты с наркотиками. Он стал зависимым от метамфетамина; продолжалось его саморазрушающее поведение, его выгнали из школы; вскоре после этого он покинул свой дом в возрасте 16 лет. Некоторое время он был бездомным, прежде чем нашёл достаточно денег для жилья и поселился вместе со своей девушкой Кейт. После того, как их отношения кончились, он снова начал жить на улицах и глубоко погрузился в наркотическую зависимость. До того, как окончательно вернуться в родительский дом в конце декабря 2000-го, Берт доверил своему лучшему другу детства — Джону Шелеру, следить за ним и держать его в здравом уме в это жесткое время. В январе 2001, когда группа, называемая Strange Itch (которая позднее стала The Used и состояла из Куина, Джефа и Брэндена), искала солиста, Куин упомянул Берта, и он был приглашен попробовать свои силы. После восприятия музыки, которую группа создала без слов, Маккрэкен написал текст для будущей «Maybe Memories», автобиографической песни Берта, и вернулся на следующий день со свежезаписанной версией этой песни. Команда тотчас же приняла его, и они переименовали себя в «Used». В конце концов, они были замечены продюсером и вокалистом Goldfinger Джоном Фельдманом и заключили контракт с лейблом Reprise Records. Имя «The Used» окончательно закрепилось за ними после того, как они узнали, что существует некая бостонская команда, которая уже зарегистрировала название «Used». 25 июня 2002 года The Used представили свой дебютный одноименный альбом.

### 2003—2004 иIn Love and Death
Алкоголь и некоторые виды наркотической зависимости продолжали преследовать Берта. Согласно одному из интервью, он выпивал по 2 бутылки виски Jack Daniels ежедневно. Постоянные разъезды и алкоголь плохо сочетались. После долгой задержки, во время гастролей в поддержку дебютного альбома, на шоу в Ковингтоне (штат Кентукки) 27 мая 2003 он рухнул на сцену. Ему все ещё удавалось исполнять песню «On my Own» валяясь на сцене, прежде чем его срочно отправили в больницу. После отправления в госпиталь и лечения серьёзной боли в груди, частых приступов тошноты и рвоты, консультация с несколькими докторами поставила Берту диагноз — острый панкреатит — серьёзное воспаление поджелудочной железы вызвано вывариванием панкреатической ткани её собственными ферментами. Впоследствии условие — злоупотребления алкоголем или желчные камни — заставило Маккрэкена отказаться от алкоголя на несколько месяцев. Он прекратил употреблять сильные наркотики в 2005. 4 июля 2004 года бывшая девушка Маккрэкена Кейт скончалась от передозировки наркотиков, будучи беременной их ребёнком.

### Отношения с My Chemical Romance
В течение выступлений с группой My Chemical Romance, которой Берт восхищался долгое время, Маккрэкен стал близким другом с фронтменом MCR — Джерардом Уэем. Эти две группы сотрудничали неоднократно, и Маккрэкен упомянул My Chemical Romance в первом треке альбома In Love and Death — «Take It Away» цитатой «And I’ve lost all doubt in a chemical romance». В начале 2005 они совместно записали кавер-версию песни «Under Pressure» группы Queen и Дэвида Боуи, которая была посвящена умершей подруге Саре Мейлер (Берт настолько был привязан к Саре, что даже сделал татуировку в её честь). Также Маккрэкен участвовал в записи трека «You Know What They Do To Guys Like Us In Prison» с альбома MCR Three Cheers for Sweet Revenge.

### 2006—2007 иLies for the Liars
В первой половине 2006 года The Used решили отдохнуть от гастролей и сели за запись своего нового альбома. В это время Берт, у которого от природы светло-рыжие волосы, перекрасился из угольно-чёрного (черные волосы были у него с 19 лет — со времен его присоединения к The Used) обратно в светлый цвет. После этого большинство поклонников начали сравнивать Берта с покойным Куртом Кобейном, солистом Nirvana, находя между ними огромное сходство. В предыдущем году Берт переехал из Орема в Лос-Анджелес, чтобы быть ближе к своей невесте Элисон. Город, по его признанию, очаровал и в то же время вызвал отвращение — «Я встретил самых фальшивых людей, с которыми я когда-либо сталкивался на всей планете», — вспоминал Маккрэкен. «Я думаю, что половину времени они сами не знают, что говорят ложь, все они просто лжецы, и очень сильно привыкли к этому. Пребывание в таком окружении оказало прямое влияние на тон новой пластинки, которая немного более порочная, но странным способом, также более нежная и заботливая». Таким образом, окружение вызвало большинство идей для написания лирики, воодушевило на написание таких песен как «Pretty Handsome Awkward» и «Liar Liar (Burn In Hell)».
В начале августа 2006, ударник The Used Брэнден Стейнекерт был выгнан из группы, и причины этого на сегодняшний день не полностью ясны. Куин Олман объяснил это как «творческие разногласия». Однако Берт намекнул на более личные причины недовольства Стейнекертом, описывая это как «личный конфликт» между членами группы кроме себя (поскольку он «любит его до смерти»). Поэтому Брэнден не принимал участия в записи ударных партий для Lies for the Liars — барабанщик Good Charlotte Дин Баттерворт послужил в качестве временного ударника для записи пластинки, а после Дэн Уайтсайдс был принят в группу как неизменный последователь Стейнекерта.

## Личная жизнь
Маккрэкен появился в американском реалити-шоу на  MTV Семейка Осборнов, когда встречался с Келли Осборн, к ужасу и неодобрению ее матери.
В 2004 году беременная бывшая девушка Маккрэкена Кейт умерла от передозировки наркотиков, когда подошла к концу запись второго студийного альбома In Love and Death американской рок-группы The Used.
В июле 2008 года Маккракен женился на своей австралийской невесте Эллисон. В июле 2013 года он объявил, что он и его жена переезжают из Лос-Анджелеса в Сидней, Австралия, где в январе 2014 года родилась их первая дочь, Клео Роуз Маккрэкен. Их второй ребенок, Минерва «Минни» Блум Маккрэкен, родилась 23 марта 2018 года. 
Маккрэкен в прошлом боролся с наркоманией и алкоголизмом, о чем свидетельствует песня «Bulimic» на одноименном альбоме группы The Used. Однако с тех пор он преодолел свои пристрастия и пребывает в трезвости с 2012 года.

## Дискография The Used
- 2001: Demos from the Basement [Demo]
- 2002: The Used
- 2003: Maybe Memories [CD/DVD]
- 2004: In Love and Death
- 2007: Berth [CD/DVD Live] (записан в 2005, представлен в 2007)
- 2007: Lies for the Liars
- 2008: Shallow Believer [EP]
- 2009: Artwork
- 2012: Vulnerable
- 2014: Imaginary Enemy
- 2017: The Canyon
- 2020: Heartwork
- 2023: Toxic Positivity

## Сотрудничество с другими группами
- 2002: Goldfinger featuring Bert McCracken — «Open Your Eyes» — Open Your Eyes
- 2002: Goldfinger featuring Bert McCracken — «Woodchuck» — Open Your Eyes
- 2004: My Chemical Romance featuring Bert McCracken — «You Know What They Do To Guys Like Us In Prison» — Three Cheers for Sweet Revenge
- 2004: Linkin Park featuring Bert McCracken — «Faint» (Live) на Projekt Revolution
- 2005: Goldfinger featuring Bert McCracken — «Ocean Size» — Disconnection Notice
- 2005: Street Drum Corps and Bert McCracken — «Happy X-Mas (War Is Over)» — Taste of Christmas
- 2006: The Distance featuring Bert McCracken — «At Least I’m Good At Something» — The Rise And Fall And Everything In Between
- 2008: Goldfinger featuring Bert McCracken and Monique Powell — «Handjobs For Jesus» — Hello Destiny
- 2008: Cute Is What We Aim For featuring Bert McCracken — «Practice Makes Perfect» — Rotation
- 2008: Cute Is What We Aim For featuring Bert McCracken — «Doctor» — Rotation